# Michael Longridge
Michael Longridge (ur. 1785, zm. 1853) – pionier kolejnictwa, jako zarządca huty stali w Bedlington wspierał prace nad rozwojem inżynierii kolejowej (elastyczne szyny), współpracownik i przyjaciel George’a Stephensona, a od 1823 wspólnik Roberta Stephensona, dostawca pierwszych lokomotyw parowych dla kolei ogólnodostępnych do Holandii.